# Distrikt Lurigancho
Der Distrikt Lurigancho-Chosica, auch einfach Chosica genannt, liegt in der Provinz Lima in Peru und gehört zum Gebiet der Metropole Lima. Der im Jahr 1894 gegründete Distrikt hat eine Fläche von 236,47 km². Er weist eine stark zunehmende Bevölkerung auf. Beim Zensus 2017 betrug die Einwohnerzahl 240.814. Im Jahr 1993 lag diese bei 100.240, im Jahr 2007 bei 169.359. Die Distriktverwaltung befindet sich in Chosica.

## Geographische Lage
Der Distrikt liegt im Osten der Provinz Lima. Er besitzt eine Längsausdehnung in WSW-ONO-Richtung von knapp 33 km sowie eine Breite von 5 km. Die südwestliche Distriktgrenze ist etwa 10 km vom weiter südwestlich gelegenen Stadtzentrum von Lima (Cercado de Lima) entfernt. Im Nordosten reicht der Distrikt bis zur Einmündung des Río Santa Eulalia in den Río Rímac. Der Río Rímac verläuft unterhalb von Chosica entlang der südlichen Distriktgrenze. Die urbanen Gebiete des Distrikts liegen im Flusstal des Río Rímac, der im Distrikt von 950 m im Osten auf 300 m im Westen fällt. Flankiert wird das Tal auf beiden Seiten von teils über 2000 m hohen Bergen. Im Distrikt befinden sich die beiden wichtigen Wasserkraftwerke Moyopampa und Huampaní.